# Histoire des chemins de fer luxembourgeois

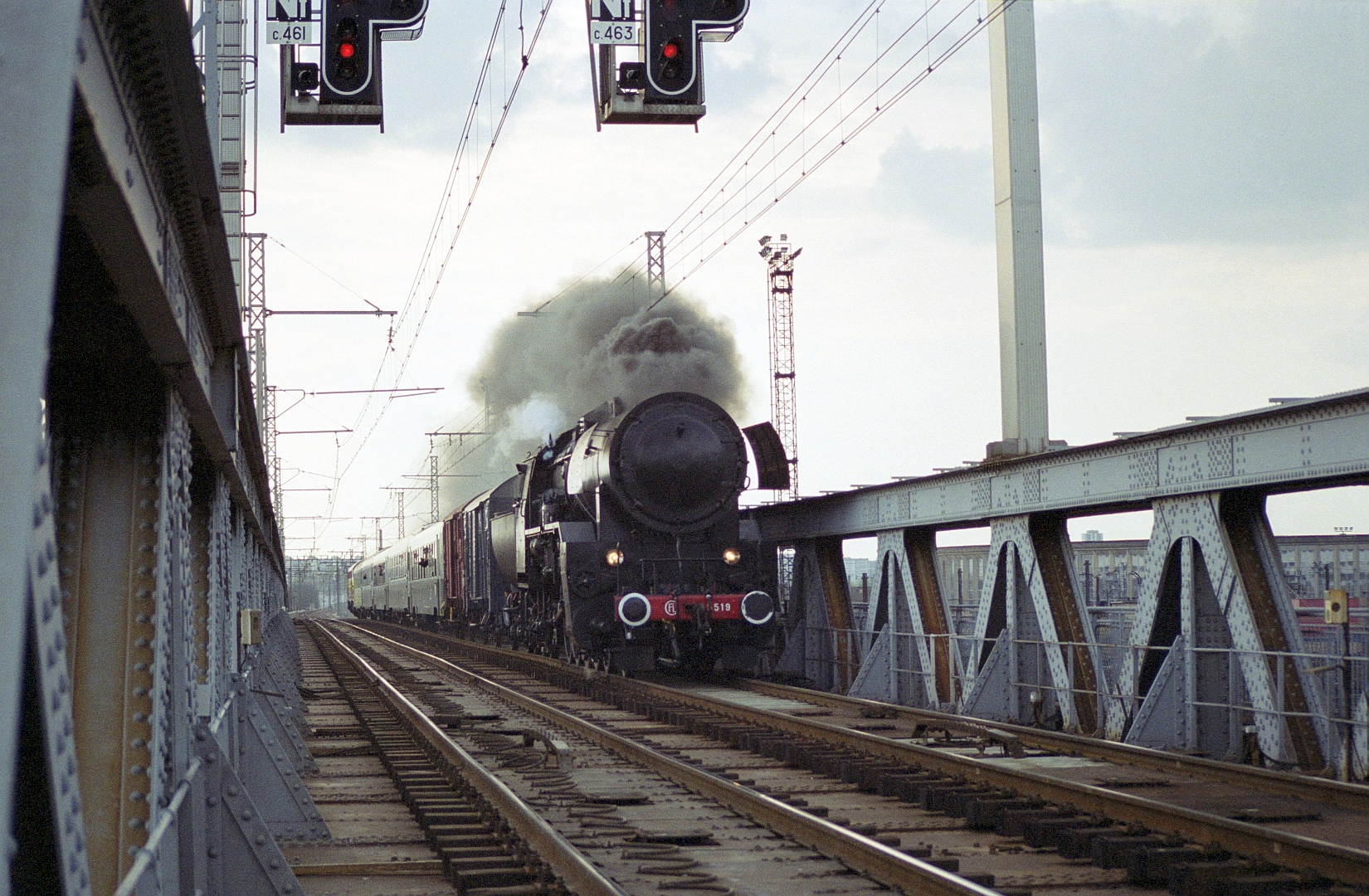
Locomotive CFL type série 55 (série 42 en Allemagne), photographiée ici en France.

L'histoire des chemins de fer luxembourgeois commence au milieu du XIXe siècle. Le développement de la voie ferrée au Luxembourg est liée de la volonté de relier le Grand-Duché aux États voisins puis au développement des industries minières et sidérurgiques, longtemps moteurs de l'économie du grand-duché.
Il faudra cependant attendre la fin de la Seconde Guerre mondiale pour voir apparaître une compagnie ferroviaire nationale unique succéder aux différentes compagnies privées, bien que l'unification fut dans la pratique réalisée sous l'occupation par la Deutsche Reichsbahn.

## Histoire

### Le réseau Guillaume-Luxembourg

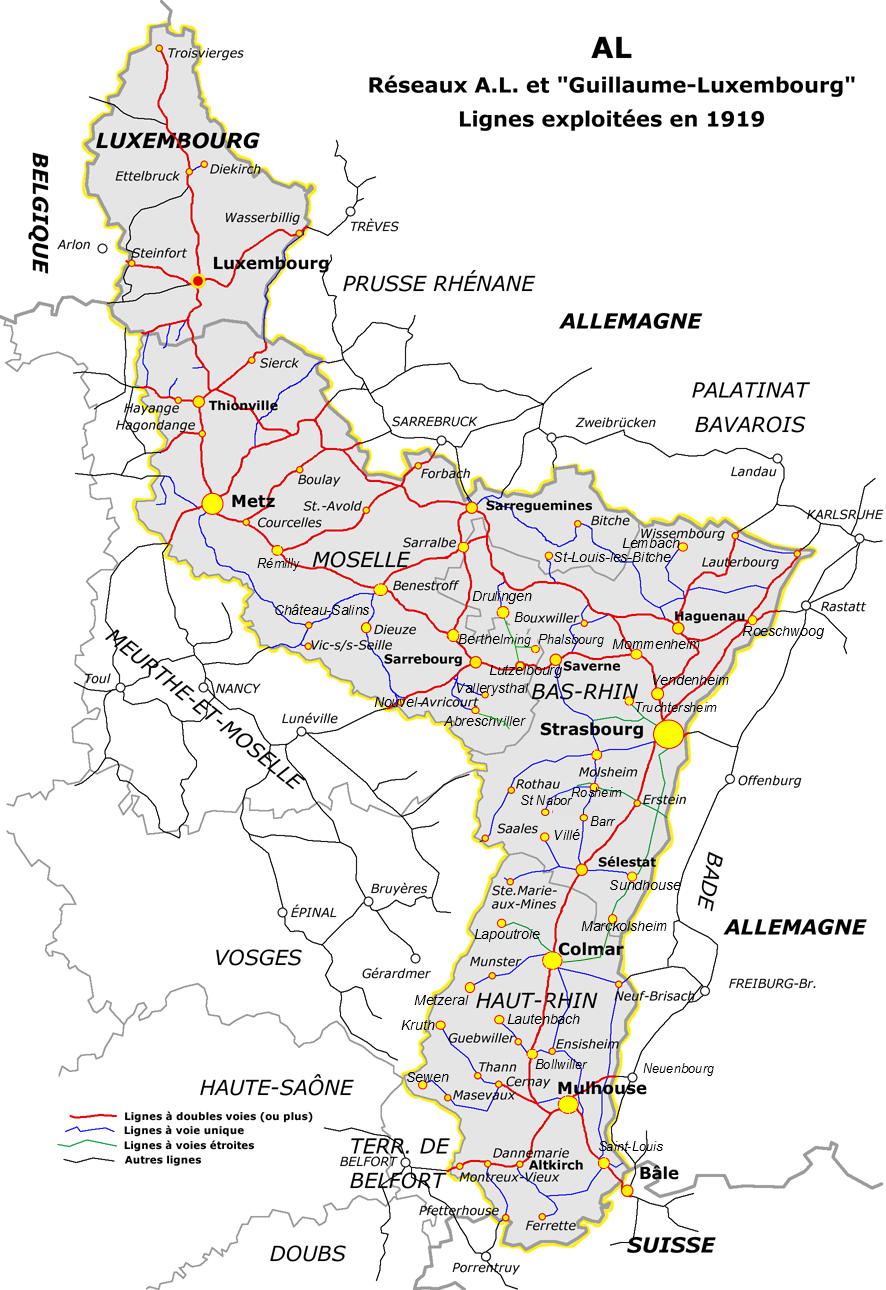
Carte du réseau AL, et donc du Guillaume-Luxembourg, en 1919.

Les premières négociations pour la création d'une ligne de chemin de fer sur le territoire du Grand-Duché débutent en 1845, elles aboutissent à une première convention signée le 4 juin 1846 avec la Grande Compagnie du Luxembourg, une société anglaise, elle n'aura pas de suite immédiate et fut déchue de ces concessions après 1848. Quelques années plus tard, le gouvernement est autorisé à négocier avec des sociétés privées par la loi du 7 janvier 1850, qui prévoit la garantie d'un intérêt minimum de 3 %.
En 1853, le luxembourgeois François-Émile Majerus (lb), qui travailla longtemps au Mexique en tant qu'ingénieur et géologue, publie un pamphlet montrant les avantages économiques majeurs pour l'agriculture, le commerce et l'industrie sidérurgique luxembourgeoise (en) qui résulteraient d'un réseau ferroviaire national connecté aux pays voisins.
Le 25 novembre 1855, après cinq ans de négociations en particulier concernant la desserte de la capitale, la chambre des députés adopta une loi créant un réseau ferroviaire luxembourgeois, qui devait être relié aux lignes de chemin des pays voisins. Dans ce but est créée la Société royale grand-ducale des chemins de fer Guillaume-Luxembourg (GL) le 2 mars 1857, la compagnie porte le nom de Guillaume III, alors roi des Pays-Bas et Grand-duc de Luxembourg. Le 6 juin suivant, elle signe un traité avec la Compagnie des chemins de fer de l'Est qui convient que la compagnie de l'Est s'engage pour 50 ans à exploiter les lignes concédés au Guillaume-Luxembourg avec son propre matériel, personnel et moyens.
Quatre lignes principales ont été construites, en étoile avec pour centre la ville de Luxembourg ; en raison de l'opposition de la population locale, les lignes ont été construites en évitant les villages et les vignobles :
- Luxembourg à la frontière française, vers Thionville, ouverte le 11 août 1859 (actuelle ligne 6) ;
- Luxembourg à la frontière belge, vers Arlon, ouverte le 15 septembre 1859 (actuelle ligne 5) ;
- Luxembourg à la frontière prussienne, vers Trèves, ouverte le 29 août 1861 (actuelle ligne 3) ;
- Luxembourg à la frontière prussienne, par Weiswampach, dans la direction de Schleiden, Aix-la-Chapelle et Cologne (aussi appelée ligne du Nord), ouverte par étapes entre 1862 et 1867 (actuelle ligne 1 et section Ettelbruck-Diekirch de l'actuelle ligne 1a).

Deux lignes secondaires ont été construites pour transporter le minerai de fer vers les hauts-fourneaux de Dommeldange :
- Bettembourg - Esch-Alzette, ouverte le 23 avril 1859 (actuelle ligne 6a) ;
- Noertzange - Rumelange - Ottange, ouverte le 1er juin 1860 (actuelle ligne 6c).

La loi du 7 mai 1856 prévoyait la construction d'une nouvelle ligne de chemin de fer de Bettembourg à  Sarrebruck via Remich, sans passer par Trèves. Ce projet, nonobstant l'adoption de la loi, n'a jamais été réalisé. Les ingénieurs concepteurs de la première heure étaient Édouard Grenier et Auguste Letellier. Ils ont construit entre autres la Passerelle et les viaducs ferroviaires construits par la société britannique Waring Brothers.
Le cœur du réseau Guillaume-Luxembourg est la gare de Luxembourg, ouverte en 1859 et vit, pour le trajet inaugural, la création du chant patriotique de Feierwon (le char de feu en luxembourgeois). La gare est construite à 1,5 km de la Ville-Haute à cause de la forteresse de Luxembourg qui était toujours active ; cette situation géographique poussera à la création de la Passerelle et du tramway puis au début du XXe siècle du pont Adolphe.
Les conditions fixées le 6 juin 1857 sont modifiées par le traité du 21 janvier 1868 : désormais les Chemins de fer de l'Est reprennent à bail le réseau Guillaume-Luxembourg, moyennant une rente fixe de 3 000 000 francs.
Le 9 décembre 1871, si la compagnie des chemins de fer de l'Est perd la gestion du réseau ferroviaire de l'Alsace-Lorraine annexée par l'Empire allemand, elle garde jusqu'en 1872 celle du réseau Guillaume-Luxembourg, bien que devenu quasiment isolé du reste, qui est ensuite repris par la Direction générale impériale des chemins de fer d'Alsace-Lorraine (EL).
La Direction impériale fait construire au cours des deux décennies suivantes trois autres lignes, listées ci-dessous avec leurs dates d'ouverture, toujours dans le but de desservir le bassin minier :
- Esch-sur-Alzette à la frontière française, vers Audun-le-Tiche, ouverte le 1er avril 1880 (actuelle ligne 6e) ;
- Bettembourg à Dudelange-Usines, ouverte le 20 décembre 1883 (actuelle ligne 6b) ;
- Tétange aux mines de Langengrund, ouverte le 29 septembre 1884 (actuelle ligne 6d), ainsi que le raccordement permettant d'éviter les rebroussement en gare de Noertzange (actuelle ligne 6k).

Le 4 novembre 1889, la Vennbahn est raccordée au réseau Guillaume-Luxembourg et à la gare de Troisvierges.
Face à l'insistance de cette dernière, la société du Guillaume-Luxembourg accepte le 16 juillet 1902 d'apposer sa signature à une convention qui prévoit son affermage contre une redevance annuelle de 3 866 400 francs or. Elle perd ainsi tout droit de regard sur la gestion et l'exploitation de son infrastructure ferroviaire.
Le réseau est repris par l'Administration des chemins de fer d'Alsace et de Lorraine (AL) le 19 juin 1919 lorsque la France récupère l'Alsace-Lorraine et par conséquent ses infrastructures ferroviaires, que la compagnie des chemins de fer de l'Est ne souhaite récupérer en raison des infrastructures mises aux normes allemandes (conduite et signalisation à droite notamment). Enfin, le 1er janvier 1938, le réseau Guillaume-Luxembourg tombe dans le giron de la Société nationale des chemins de fer français (SNCF) nouvellement créée.

### Le réseau Prince-Henri

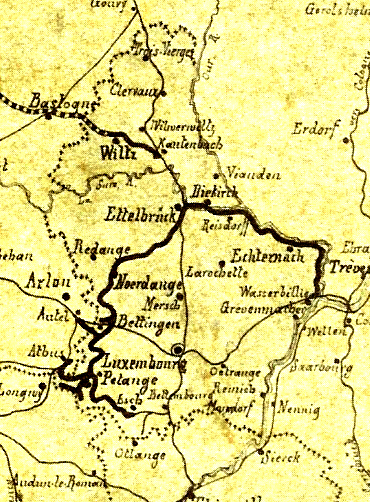
Carte du réseau Prince-Henri. Carte représentant le réseau d'avant 1900.

À partir de 1864, plusieurs personnalités ont soutenu l'idée de construire un deuxième réseau de chemins de fer pour desservir le sud du pays, constatant que les gisements miniers seraient très lucratifs, et desservir plusieurs régions du nord du pays, qui restèrent non desservies par le train. Ce réseau devait être construit autour d'un « chemin de fer de ceinture » ou Gürtelbahn, axe secondaire qui croiserait les lignes principales du Guillaume-Luxembourg en plusieurs points : de Wasserbillig à Esch-sur-Alzette en passant par la vallée de la Sûre, Ettelbruck, la vallée de l'Attert, longer la frontière belge, Kleinbettingen et Pétange, le cœur administratif et technique du réseau.
L'État, pour inciter les investisseurs à rejoindre ce projet malgré les faibles volumes de trafic, accorde des concessions minières liées aux concessions ferroviaires, en précisant que le charbon pouvait être traité et exporté librement, et non obligatoirement traité sur le sol national comme dans le cadre de concessions classiques : Cette solution fut un succès et intéressa des investisseurs belges. Parmi eux, Eugène Guyot, un imprimeur de livres bruxellois ; Simon Philippart, banquier bruxellois et à nouveau François-Émile Majerus (lb).
Afin de concrétiser ce projet, la loi du 19 mars 1869 crée la Compagnie des chemins de fer Prince-Henri (PH), du nom d'Henri d'Orange-Nassau, gouverneur du Luxembourg, qui dispose des concessions ferroviaires de la compagnie des chemins de fer des bassins houillers du Hainaut,.
Le 1er août 1873, le PH met en service les lignes ou sections de lignes suivantes :
- Pétange - Esch-sur-Alzette (actuelle ligne 6f) ;
- Pétange - Steinfort (tronçon de la ligne de l'Attert) ;
- Hagen - Kleinbettingen (tronçon de la ligne de l'Attert) ;
- Pétange - Rodange - Aubange (actuelle ligne 6g).

Une ligne de Bettembourg à Sarrebruck (en Prusse) via Remich fut proposée, mais ne fut jamais réalisée. Après la faillite et la refondation de la société, l'idée d'une ligne de Noerdange à Troisvierges, concurrençant la ligne du Nord du Guillaume-Luxembourg déboucha sur une concession, mais ne fut là encore jamais construite.
La même année est lancé le projet de la ligne Ettelbruck-Wasserbillig, la ligne de la Sûre, longue de 50 km en suivant la vallée de la Sûre afin d'éviter les tunnels ; la section Echternach-Wasserbillig est mise en service le 20 mai 1874. Le 3 juin 1874, la ligne Clemency-Autelbas est mise en service, de façon à raccorder le réseau PH au réseau belge sans passer par le réseau GL. Le 1er décembre 1874, la liaison Pétange-Athus est ouverte (actuelle ligne 6j).
La ligne Pétange - Fond-de-Gras - Doihl ou « ligne des Minières », ligne industrielle à voie normale, est ouverte le 20 décembre 1875.
En proie à des difficultés financières, la Compagnie des chemins de fer Prince-Henri (PH) fait faillite en 1877, ses actifs sont repris par la Société anonyme luxembourgeoise des chemins de fer et minières Prince-Henri (PH) la même année. En 1878, un accord est trouvé entre la nouvelle compagnie et le Guillaume-Luxembourg afin que les trains du PH puissent emprunter le réseau GL sans surcoût, ce qui rendit la ligne Clemency-Autelbas inutile, elle sera fermée en 1901,.
La nouvelle société s'attelle à terminer la construction du réseau :
- 19 avril 1879 : Ouverture du tronçon Fond-de-Gras - Bois-Châtier de la ligne Pétange - Fond-de-Gras - Doihl ;
- 1880 : Premier train express Luxembourg - Paris, il passe par Esch-sur-Alzette, Pétange et Athus ;
- 20 avril 1880 : ouverture du tronçon Steinfort - Ettelbruck (dernier tronçon de la ligne de l'Attert), comprenant le plus long tunnel du Luxembourg (700 m) ;
- 1er juin 1881 : ouverture de la ligne Kautenbach - Wiltz (actuelle ligne 1b) ;
- 27 juin 1886 : Ouverture de la ligne Rodange - Mont-Saint-Martin - Longwy (actuelle ligne 6h) ;
- 1er juillet 1888 : extension de la ligne Kautenbach-Wilz jusqu'à la frontière belge, où elle est connectée avec la ligne belge vers Bastogne. L'inconvénient de cette ligne est qu'elle n'était accessible que par le réseau Guillaume-Luxembourg (ligne Ettelbruck - Kautenbach - Troisvierges) ;
- 5 novembre 1891 : prolongement de la ligne Echternach - Wasserbillig jusqu'à Grevenmacher.

La période de 1895 à 1900 voit la création de nombreux bâtiments dans et autour du cœur du PH, la gare de Pétange : grande gare, siège social, logements ouvriers, cinq villas pour héberger le directeur et les ingénieurs.
Le 8 août 1900, la nouvelle ligne Pétange - Dippach - Luxembourg est ouverte (actuelle ligne 7).
Le 4 novembre 1904, le PH met en service la ligne de Grundhof à Beaufort dans le but initial de desservir les carrières de pierre sur la colline au-dessus de Dillingen puis, à partir du 5 novembre 1911, la ligne est prolongée à Beaufort et ouverte au trafic voyageurs.
En mai 1919, l'État attribue au PH l'exploitation des lignes à voie métrique Luxembourg-Echternach (Charly) et Bettembourg-Aspelt.
Le 29 mai 1927, les lignes du Prince-Henri dans les terres Rouges sont concurrencées par le Minettstram, le réseau des tramways intercommunaux du canton d'Esch-sur-Alzette, qui fonctionnera jusqu'en 1956 (ancêtre de l'actuel réseau de bus TICE). En parallèle, l'ARBED met en service vers 1927 une ligne industrielle privée entre son site des Terres Rouges et son site d'Esch-Belval, connectée au réseau Prince-Henri. La date de fermeture de la ligne est inconnue ; toutefois le site des Terres Rouges a fermé en 1977, il est vraisemblable que la ligne, devenue inutile, ait fermée vers cette période.

### Les lignes à voie étroite
Après la création d'un réseau de chemin de fer à voie normale, naissent des projets de réseaux à voie étroite. L'arrêté royal grand-ducal du 1er octobre 1880 « concernant l'approbation et la publication du cahier des charges pour la construction et l'exploitation des chemins de fer à petite section » puis l'arrêté royal grand-ducal du 25 janvier 1882 « concernant la police, la sûreté et l'exploitation des chemins de fer à petite section (tramways à vapeur) » créent un cadre juridique concernant ces lignes,.
Dès lors plusieurs compagnies ouvrent des lignes de chemin de fer à voie étroite — à voie métrique à chaque fois — à partir de 1882, permettant de constituer, à la veille de la Première Guerre mondiale, le réseau suivant :
- Ligne de Luxembourg à Remich (1882-1955) ;
- Ligne de Cruchten à Larochette (1882-1948) ;
- Ligne de Diekirch à Vianden, surnommée Benny (1889-1948) ;
- Ligne de Noerdange à Martelange, surnommée Jangeli (1890-1953) ;
- Ligne de Bettembourg à Aspelt (1899-1954) ;
- Ligne de Luxembourg à Echternach, surnommée Charly (1904-1954) ;
- Ligne de Grundhof à Beaufort (1904-1948).

Les trois compagnies qui possédaient ces lignes, sans forcément les exploiter à l'instar du réseau Guillaume-Luxembourg, étaient : la Société anonyme des chemins de fer cantonaux luxembourgeois (CC), les Chemins de fer vicinaux (CV) et la Société des chemins de fer secondaires luxembourgeois (CSL). En 1934 elles fusionnèrent au sein des Chemins de fer à voie étroite (CVE), compagnie étatique. La Deutsche Reichsbahn reprend le réseau durant l'occupation allemande, puis les CFL à sa création en 1946 et ce jusqu'au démantèlement complet de ce réseau.
Le 28 juin 1911, une loi est passée afin d'autoriser la création de nouvelles lignes et l'électrification complète de la ligne de Luxembourg à Echternach :
1. une « ligne de chemin de fer à petite section d'une longueur de 23,100 mètres environ, parlant de la gare de Redange, passant par ou près de Reichlange, Platon, Bettborn, Pratz, Grosbous, Mertzig, Oberfeulen, Niederfeulen et Warken, et aboutissant à la ligne des chemins de fer Guillaume-Luxembourg en gare d'Ettelbrück » ;
2. une « ligne de chemin de fer à petite section d'une longueur de 27,230 mètres environ, partant de la gare de Mersch, passant, par ou près de Reckange, Marienthal, Hollenfels, Ansembourg, Bour, Roodt, Septfontaines, Hobscheid et Eischen, et aboutissant à la frontière belge dans la direction d'Arlon » ;
3. une « ligne de chemin de fer à petite section d'une longueur de 35,672 mètres environ, partant de la gare de la ligne vicinale Luxembourg-Echternach à Luxembourg-Glacis, passant par ou près de Strassen, Neumaxmühle (Kopstal), Kehlen, Nospelt, Dondelange, Bour, Roodt, Greisch, Tuntange, Sæul, Kalmus et Schweich, et aboutissant à la ligne des chemins de fer Prince-Henri en gare de Noerdange » ;
4. une « ligne de chemin de fer à petite section d'une longueur de 12,286 mètres environ, partant de la gare de la ligne vicinale Luxembourg-Echternach à Junglinster, passant par ou près de Bourglinster, Altlinster, Weyer, Koedingen, Fischbach, Heffingen, Ernzen et aboutissant à Larochette à la ligne secondaire de Larochette à Cruchten » ;
5. une « ligne de chemin de fer à petite section d'une longueur d'environ 1607 mètres, assurant le raccordement des carrières d'Ernzen avec la ligne précédente, à laquelle elle aboutit près de la station de Heffingen » ;
6. une « ligne de chemin de fer à petite section exploitée électriquement, reliant les localités d'Esch, Dudelange, Rumelange et Differdange ».

Les points 4 et 5 se réfèrent explicitement à la ligne de Junglinster à Larochette qui ne sera que partiellement ouverte en 1930 et fermera en 1948 avec la ligne de Cruchten à Larochette dont elle était devenue en quelque sorte son prolongement. Le reste des lignes annoncée et l'électrification complète de la ligne d'Echternach ne verront jamais le jour.
Peu rentables ces lignes fermeront progressivement à partir de 1948 et en 1955 pour les dernières.

### La seconde Guerre mondiale
Le 10 mai 1940, les troupes allemandes envahissent le grand-duché et confisquent le réseau ferroviaire pour leur propre usage le 27 novembre 1940 sur ordre du gauleiter Gustav Simon et le rattache au réseau de la Deutsche Reichsbahn (DR) ; une partie des employés est licenciée, mutée en Allemagne ou emprisonnée.
Le 1er décembre 1940, les réseaux GL et PH sont administrés de façon conjointe par la direction de Sarrebruck de la DR. Le 1er août 1941, les réglementations allemandes relatives entre autres à la signalisation sont introduites au Luxembourg.
Une nouvelle ordonnance du gauleiter en date du 29 mai 1942 fait que la propriété de l'ensemble du réseau ferré luxembourgeois, voies étroites comprises, revient au Troisième Reich et au 1er juin 1942 la loi allemande du 4 juillet 1939 sur la Reichsbahn est appliquée.
Le réseau est germanisé dans tous les domaines : installations, signalisation, règlements d'exploitation, etc. Le personnel luxembourgeois, hors ceux emprisonnés, est repris et les postes importants sont occupés par des allemands ; le personnel est forcé d'adhérer à la Volksdeutsche Bewegung.
À partir de mai 1944, les alliés bombardent les installations ferroviaires du pays, les endommageant gravement. Après la libération de la capitale, le 10 septembre 1944, le transport ferroviaire reprend rapidement pour les besoins militaires puis le 5 octobre sur la ligne de l'Attert pour le transport des employés de la seule aciérie en état de fonctionner, à Differdange, afin de fournir les poutres nécessaires aux États-Unis afin de reconstruire le pays. Le réseau ferroviaire revient dès lors de facto dans le giron de l'État luxembourgeois.

### L'après-guerre: les CFL

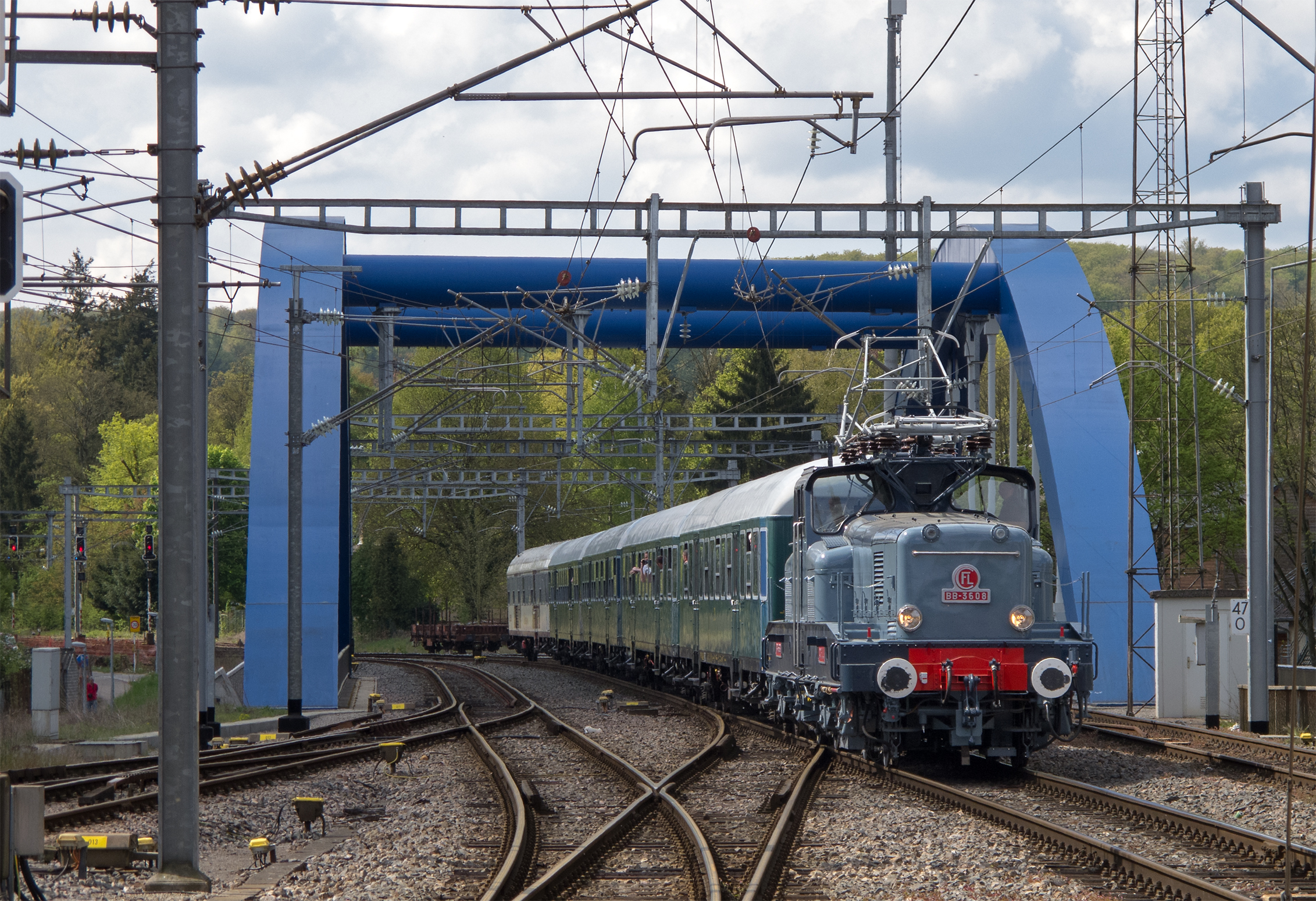
Deux matériels emblématiques des CFL : la locomotive série 3600 et des voitures Wegmann à Ettelbruck en 2014.

À l'issue du conflit mondial, le réseau ferroviaire est en très mauvais état, la ligne du Nord est inutilisable en l'état, et le matériel roulant n'est pas en bon état, pour ce qu'il en reste. Les anciennes compagnies d'avant-guerre ne sont pas en état de reprendre l'exploitation et la SNCF est occupée à reconstruire son propre réseau et n'est plus intéressé par le réseau luxembourgeois. De plus, le gouvernement n'est pas disposé à laisser la Deutsche Reichsbahn, qui continuait d'exister juridiquement, à continuer l'exploitation.
Le 24 mai 1945 un arrêté grand-ducal est pris afin que l'État reprenne directement l'exploitation de l'ensemble des lignes de chemin de fer à voie normale et à voie étroite du grand-duché, avec effet rétroactif au 2 octobre 1944.
Le 17 avril 1946 voit la création de la Société nationale des chemins de fer luxembourgeois (CFL), bien que la loi la créant officiellement n'ait été votée que le 4 juin 1947. Les concessions des deux anciennes compagnies, Guillaume-Luxembourg et Prince-Henri, sont annulées par la loi du 16 juin 1947 et toutes les lignes sont confiées aux CFL pour une durée de 99 ans.
Les CFL s'attellent en premier lieu à remettre en état le réseau et à l'exploiter avec le matériel hétéroclite présent au sortir de la guerre : matériels d'avant-guerre (y compris SNCF), matériel de la DR et mêmes polonais ou tchécoslovaques probablement issus du matériel confisqué par les nazis. Les CFL procèdent à la fermeture des lignes à voie métrique, déficitaires et peu retables, entre 1948 et 1955 ; la compagnie les remplacent par un service d'autobus qu'elle exploite directement, ces lignes sont intégrées depuis 1996 au Régime général des transports routiers (RGTR). Dans le même temps, les deux réseaux de tramways du pays sont eux aussi fermés : le tramway d'Esch-sur-Alzette ferme en 1956 et le tramway de la capitale voit sa dernière ligne fermer en 1964. 
Au cours des années 1950, le Luxembourg décide d'électrifier son réseau, « îlot » non électrifié, à l'exception de réseaux industriels privés, placé entre trois pays en train d'électrifier les leurs ; face à la disparité des tensions adoptées par ses voisins belges (3 000 V) et français (25 000 V – 50 Hz) — l'Allemagne est exclue d'office dans le contexte de l'après guerre —, les CFL doivent faire des choix. Finalement, les ingénieurs luxembourgeois choisissent le 25 000 V – 50 Hz, sauf pour la ligne 5, ligne très importante où le 3 000 V est retenu dans la continuité de la ligne 162 belge, avec la mise en place d'installations de commutation 3 kV / 25 kV en gare de Luxembourg.
L'électrification du réseau débute ainsi en 1956 avec les lignes 5 (en 3 000 V) et 6. En revanche, les CFL n'achètent pas dans le même temps de matériels à traction électrique, laissant la SNCF et la SNCB desservir le grand-duché avec de tels matériels, les CFL se contentant de la traction vapeur ou du Diesel. Les lignes à voie normale à faible trafic ferment aussi durant cette période : la section Diekirch-Grevenmacher de la ligne de la Sûre entre 1963 et 1964, la section Wiltz-Frontière belge de la ligne 1b et la ligne de l'Attert en 1969 sauf notamment un court tronçon à Colmar-Berg. La section luxembourgeoise de la Vennbahn ferme au trafic voyageurs dès 1950, le trafic fret ne sera supprimé que le 13 octobre 1978.
Il faudra attendra la livraison en 1959 des locomotives de la série 3600 (en), jumelles des BB 12000 de la SNCF, pour voir le premier matériel à traction électrique appartenant aux CFL... mais achetées à l'État luxembourgeois qui les avaient reçues en cadeau de la France. Ces locomotives sont achetées dans le cadre de la seconde phase l'électrification, qui concerne les lignes 3, 4, 6a, 6b, 6c, 6f, 6g, 6h, 6j et 6k. Autre conséquence de ces choix, nombre de matériels des CFL dérivent de matériels SNCF ou SNCB, y compris au XXIe siècle.
En 1974, dans le cadre de l'électrification de la 3, une section de séparation est implantée à Wasserbillig entre le 25 000 V – 50 Hz luxembourgeois et le 15 000 V – 16,7 Hz de la ligne côté allemand. Enfin, les années 1970 à 1989 verront l'électrification des lignes 1 (avec notamment l'utilisation du 2 × 25 000 V – 50 Hz), 1a, 1b, 6d, 6e et 7 ; ne restent depuis cette date que les courtes sections non déclassées de la ligne de l'Attert à ne pas être électrifiées, ainsi que la ligne Pétange - Fond-de-Gras - Doihl, utilisée à des fins touristiques et qui est en dehors du réseau ferré national.
En parallèle du réseau des CFL, l'Arbed met en service le 4 mars 1974 une ligne industrielle privée entre son site d'Esch-Belval et l'ensemble constitué des hauts-fourneaux et du laminoir de Differdange qu'elle a racheté en 1965, permettant de relier les deux sites distant de cinq kilomètres. L'Arbed l'a fait construire afin de ne pas dépendre de la ligne 6f des CFL et projet de l'étendre jusqu'à Pétange et même qu'à terme elle remplace totalement la ligne des CFL ; le déclin de la sidérurgie et la réticence des CFL enterreront ce projet et l'autoroute A13 a été construite dans les années 1980 sur les emprises prévues pour le prolongement. Une seconde ligne privée verra le jour en 1991, reliant directement les sites d'Esch-Belval et d'Esch-Schifflange.
La loi du 10 mai 1995 transfère à l'État luxembourgeois la propriété du réseau et de ses infrastructures, qui en confie l'exploitation à la Société nationale des chemins de fer luxembourgeois (CFL) ; elle crée aussi le Fonds du rail chargé de financer les projets de remise en état, de modernisation et d’extension du réseau ferré ou de suppression de lignes et le Fonds des raccordements ferroviaires internationaux chargé de financer les infrastructures à l'étranger dans le but est de raccorder le réseau grand-ducal aux réseaux ferroviaires étrangers.
Deux nouvelles lignes sont envisagées dans les années 2000 puis remplacées par d'autres projets moins couteux :
- Une ligne permettant de raccorder l'aéroport de Luxembourg-Findel et le Kirchberg à la ligne 3, remplacée par le tramway de Luxembourg qui dessert l'aéroport depuis 2025 ; seul le gros œuvre de la gare du Findel a été réalisé[26] ;
- Une ligne nouvelle entre Luxembourg et Esch-sur-Alzette, remplacée par le « tram rapide » dont l'ouverture est prévue par tronçons à partir de 2028[27].

La loi du 18 décembre 2006 autorise l'État à racheter les infrastructures ferroviaires privées du groupe ArcelorMittal, ce qui est effectif l'année suivante ; ce réseau est appelé le réseau ferré tertiaire,.
En 2009, l'administration des chemins de fer est créé et reprend le rôle d'autorité de sécurité ainsi que celui d'organisme de répartition des sillons horaires. En 2010, l'Institut luxembourgeois de régulation (ILR) s'est vu confier la mission de veiller à ce que l'accès au réseau ferroviaire se fasse dans le respect des règles européennes sur la concurrence, dans le cadre de la libéralisation du transport ferroviaire au sein de l'Union européenne.
Le 16 septembre 2018 marque la fin du 3 000 V et de l'ensemble des installations commutables sur le réseau luxembourgeois, la ligne 5 étant depuis cette date électrifiée en 25 000 V – 50 Hz.
D'ici 2027, la ligne nouvelle de Luxembourg à Bettembourg permettra de désaturer la ligne 6.